# Campelles
Campelles – gmina w Hiszpanii, w prowincji Girona, w Katalonii, o powierzchni 19,18 km². W 2011 roku gmina liczyła 136 mieszkańców.